# San Giovanni in Persiceto
San Giovanni in Persiceto är en stad och kommun i storstadsregionen Bologna, innan 2015 i provinsen Bologna, i regionen Emilia-Romagna i norra Italien. Kommunen hade 28 292 invånare (2018).

## Kommundelar
- San Matteo della Decima
- Le Budrie (födelseort för Clelia Barbieri)
- Castagnolo
- Zenerigolo
- Lorenzatico
- Amola

## Kända personer från San Giovanni in Persiceto
- Clelia Barbieri, ordensgrundare
- Marco Belinelli, basketspelare
- Aleksandra Cotti, vattenpolospelare